# Celestino Sardiña Fernández
Celestino Sardiña Fernández (Puentedeume, 20 de noviembre de 1933 - Puentedeume, 3 de abril de 2017) fue un comerciante y político español, alcalde de Pontedeume desde 1970 hasta 1987.

## Biografía
Fue hijo de Celestino Sardiña Navarro, miembro de Izquierda Republicana y delegado del gobierno en 1936 quien, víctima de la represión, fue asesinado en Capela el 18 de agosto.
Cuando tenía 15 años fue a estudiar a Madrid con la ayuda de un familiar que residía allí. Logró cursar los estudios de Magisterio, iniciándose en la política desde la militancia en Acción Católica.
El 16 de septiembre de 1970 fue nombrado alcalde de Pontedeume en sustitución de Juan Sarmiento Patiño, que ocupaba la alcaldía desde 1940. Nada más hacerse cargo de la alcaldía se hace cargo de los actos del séptimo centenario de la fundación da Vila de Pontedeume. Otros hechos destacables de sus primeros años en la alcaldía fueron las gestiones realizadas para la construcción del Colegio Público y el Instituto de Bachillerato.
En las primeras elecciones municipales democráticas de 1979 accede a la alcaldía obteniendo la mayoría absoluta como cabeza de lista de Coalición Democrática. Repite mayoría absoluta en las siguientes elecciones de 1983 como cabeza de lista da Coalición Popular. Durante estos ocho años de mandato democrático inauguró el colegio de EXB de Andrade y el edificio del Centro de Saúde.
En las elecciones de 1987 pierde la alcaldía a pesar de ser a lista más votada. Las otras cuatro fuerzas con representación eligen alcalde a Belarmino Freire Bujía del PSdeG-PSOE. Logró de repetir en las siguientes elecciones de 1991, de nuevo sin éxito, renuncia a presentarse en las siguientes elecciones aunque sigue siendo presidente local del PP. En las elecciones de 1995 y 1999 los cabezas de lista del PP fueron el comerciante Santiago Campos Rodríguez y José Costas Torrente, pero no consiguieron desbancar la alcaldía a Belarmino Freire.
Celestino Sardiña vuelve a ser cabeza de lista del PP en la elecciones de 2003 pero obtén los peores resultados de su formación desde el comienzo de las elecciones democráticas (1.368 votos), aunque consigue ser la fuerza más votada por un escaso margen de votos (39 votos más que PSdeG-PSOE). Cautro formaciones obtienen tres regidores y Sardiña trata de acceder a la alcaldía mediante un pacto con Círculo de Opinión Eumés que no llegó a fructificar. Después de este intento frustrado, Celestino Sardiña anuncia su retirada de la vida política en enero de 2006, tanto a la presidencia local del PP como a su escaño de regidor.
Durante su larga trayectoria también Diputado Provincial en varias ocasiones, llegando a ser Vicepresidente de esta institución.